# Пробірні голки
Пробірні голки (рос. пробирные иглы, англ. test needles; нім. Probiernadeln f pl) — еталонні пластинки із сплавів благородних металів (золота, срібла, платини, паладію) для визначення проби ювелірно-побутових виробів і сплавів з благородних металів на пробірному камені. Виготовляються з того самого сплаву, для випробування якого вони призначаються. Випускаються П.г., що містять благородного металу (%): золота — 37,5; 50; 58,3; 75; 95,8; срібла — 75; 80; 87,5; 91,6; 92,5; 96; платини — 95; паладію — 50 і 85.

## Цікаво
Пробірні голки описано в ряді давніх джерел. Наводимо уривок з праці Георга Агріколи De Re Metallica (1556 р.), який саме присвячений їх опису:
| ...виготовляють пробірні голки чотирьох видів. Перші складаються з золота і срібла, другі – із золота і міді, треті – із золота, срібла і міді і, нарешті, четверті – із срібла і міді. Голками перших трьох видів ми робимо пробу золота, голками четвертого – пробу срібла. |